# Великий вторник
Вели́кий вто́рник (греч. Μεγάλη Τρίτη), Страстно́й вто́рник — вторник Страстной недели, в который вспоминается обличение Иисусом фарисеев и книжников, а также притчи, произнесённые Им в Иерусалимском Храме: о дани кесарю (Мф. 22:15—22) и о воскресении мёртвых (Мф. 22:23—33), о Страшном суде (Мф. 25:31—46) и кончине мира (Мф. 24:3—42), о десяти девах и талантах.

## Евангельский рассказ
Во вторник утром Иисус пришёл из Вифании в Иерусалим и учил народ. В этот день им было рассказано ученикам о втором пришествии (Мф. 24), притча о десяти девах (Мф. 25:1—13), притча о талантах (Мф. 25:14—30). Первосвященники и старейшины искушали его вопросами (Мк. 11:27—33), хотели арестовать его, но боялись сделать это открыто из-за народа, который почитал Иисуса за пророка (Мф. 21:46), восхищался его учением (Мк. 11:18) и внимательно слушал его (Мк. 12:37).

## Богослужение

### Православная церковь

#### Утреня
Утреня совершается по чину великопостной, то есть после шестопсалмия поётся Аллилуйя со стихами. Затем троекратно исполняется особый тропарь первых трёх дней Страстной седмицы «Се Жених грядет в полунощи»:

Се Жених грядет в полунощи, и блажен раб, егоже обрящет бдяща: недостоин же паки, егоже обрящет унывающа. блюди убо душе моя, не сном отяготися, да не смерти предана будеши, и Царствия вне затворишися, но воспряни зовущи: Свят, Свят, Свят еси Боже, Богородицею помилуй нас. 

Перевод
Вот, Жених (то есть Христос) приходит в полночь. Блажен тот раб, которого Он найдёт бодрствующим, и недостоин тот, которого Он найдёт спящим. Будь внимательна, душа моя, чтобы не быть отягощённой сном, быть преданной смерти и остаться за затворёнными дверями Царства. Но восстань, взывая: Свят, свят, свят еси Боже, молитвами Богородицы помилуй нас.

Этот тропарь, являясь реминисценцией притчи о десяти девах, напоминает верующим о Страшном суде и призывает их к духовному бодрствованию. Во время пения тропаря совершается по обычаю (отсутствующему в Типиконе) полное каждение храма и молящихся.
После чтения рядовой кафизмы из Псалтири молящимся предлагается евангельский рассказ об ответах Иисуса на искусительные вопросы иродиан (о выплате подати кесарю), саддукеев (о воскресении мёртвых) и фарисеев (о наибольшей заповеди в Законе), а также о последующем обличении Иисусом фарисеев и книжников (семикратное «горе вам, книжники и фарисеи, лицемеры!») (зачало 90: Мф. 22:15 — 23:39).
Канон утрени Великого вторника представляет собой двупеснец (то есть содержит только две песни из девяти возможных: восьмую и девятую) Космы Маюмского. После девятой песни канона троекратно поётся ексапостиларий (светилен) первых четырёх дней Страстной седмицы: «Чертог Твой вижду, Спасе мой» (реминисценция притчи о брачном пире).

Чертог Твой вижду Спасе мой, украшенный, и одежды не имам, да вниду в онь: просвети одеяние души моея Светодавче, и спаси мя.
Перевод
Вижу Твой украшенный (брачный) чертог, Спаситель, но не имею (достойной) одежды, чтобы войти в него. Просвети одежды души моей, Дарующий свет, и спаси меня.

Упоминаемый в ексапостиларии чертог представляет собой, по мнению толкователей, горницу Тайной вечери, и молящимся предлагается, таким образом, задуматься о том, насколько достойны они быть свидетелями и участниками событий Страстной седмицы. Уставом предусмотрено, что это важный ексапостиларий должен исполняться канонархом посреди храма со свечой в руках, а молящиеся совершают земной поклон.

#### Часы
В Великий вторник (как и Великие понедельник и среду) часы совершаются по образцу великопостных — с земными поклонами на тропарях каждого часа и на молитве Ефрема Сирина. Особенностью часов этих трёх дней являются:
- Чтение Евангелия на каждом часе. Типиконом предлагается прочесть за эти три дня четыре Евангелия полностью (за исключением повествования о Страстях Христовых). В современной приходской практике чтение Евангелия на часах начинается гораздо раньше — на второй седмице Великого поста, так что в Великий вторник читается уже Евангелие от Иоанна.
- На шестом часе читается не Книга пророка Исайи (как в будние дни шести предыдущих седмиц), а первые главы пророка Иезекииля. В Великий вторник прочитывается отрывок Иез. 1:21-28 — видения славы Божией в образе таинственного огнезрачного Сидящего на сапфировом троне поверх кристалловидного свода.

#### Литургия
Совершается литургия преждеосвященных даров. В качестве паремий предлагаются:
- история о спасении младенца Моисея (Исх. 2:5—10)
- первое испытание Иова (Иов. 1:13—20).

Обе паремии говорят о скорбях и испытаниях для верных, а также готовят молящихся к мысли о грядущих страданиях Христа. Традиция чтения книги Иова для назидания и утверждения верных прослеживается в Церкви вплоть до апостольских времён, на неё указывает ещё апостол Иаков в Соборном послании (Иак. 5:11). Книга Исход, рассказывающая об истории ветхозаветной Пасхи, напрямую предображает события новозаветной Пасхи.
Затем читается Евангелие о втором пришествии, притчи о десяти девах, талантах и о Страшном суде (зачало 102: Мф. 24:36 — 26:2). Стихиры на «Господи, воззвах» (они же поются на утрене «на хвалитех» и «на стиховне») призывают молящихся применить к себе содержание этих притч и воспринять их как урок для себя. Наиболее известны первая и последняя из этих стихир:

Во светлостех святынь Твоих, како вниду недостойный? Аще бо дерзну совнити в чертог, одежда мя обличает, яко несть брачна, и связан извержен буду от ангелов. Очисти, Господи, скверну души моея, и спаси мя яко Человеколюбец 

Се тебе талант Владыка вверяет, душе моя. Страхом приими дар, заимствуй давшему ти, раздавай нищим, и стяжи друга Господа, да станеши одесную Его, егда приидет во славе, и услышиши блаженный глас: вниди в радость Господа твоего. Тоя достойна мя сотвори, Спасе, заблудившаго, великия ради Твоея милости.
Перевод
Как войду я, недостойный, в Твой светлый и святой чертог? Если даже и осмелюсь войти туда, то буду связан ангелами, так как моя непраздничная одежда обличит меня. Очисти, Господи, скверну души моей и спаси меня, о Человеколюбец! 

Душа моя, твой Владыка вверяет тебе талант . Со страхом прими этот дар как заем и раздай его нищим, чтобы обрести в Господе друга, стать по Его правую руку и услышать Его блаженный голос: войди в радость Господа твоего! Меня, заблудшего, сделай достойным этой чести, по Твоей великой милости.

В конце службы читается особый отпуст: «Грядый Господь на вольную страсть нашего ради спасения, Христос, истинный Бог наш, молитвами Пречистыя Своея Матере, святых славных и всехвальных апостол, святых праведных Богоотец Иоакима и Анны и всех святых…».
По мнению А. Жобера, которого также придерживается В. М. Лурье, Великий вторник был днём совершения Господом Тайной Вечери и первоначальным днём Пасхи в одном из древних христианских календарей. Следы такого понимания Великого вторника видны из пасхального истолкования Мефодием Олимпским притчи о десяти девах в его сочинении «Пир десяти дев, или О девстве», а конкретнее — в гимне святой Фёклы Иконийской. Согласно диакону Владимиру Василику, «двупеснец Великого вторника исполнен пасхальным евхаристическим содержанием и связан с раннехристианским осмыслением Великого вторника как некоего пасхального празднества. Отсутствие в нём скорбной второй песни — не новация, а архаика».

### Католическая церковь
Первое чтение Литургии слова — пророчество о Мессии из книги Исайи (Ис. 49:1—6), евангельское чтение этого дня (Ин. 13:21—33, 36—38) повествует о предательстве Иуды и предсказании об отречении Петра. Утром в Великий вторник обычно проводится месса освящения мира и благословения елея (Missa Chrismatis) в тех случаях, когда по пастырским соображениям она не может служиться в Великий четверг.
В амвросианском обряде на мессе читается (как до, так и после литургических реформ Павла VI) отрывок Ин. 11:47-54 (первосвященники планируют арестовать и убить Иисуса).

### Древневосточные церкви
В западно-сирском, восточно-сирийском, коптском, армянском обрядах богослужение Великой среды, как и предшествующих Великих понедельника и вторника, характеризуется обилием библейских чтений. Так в восточно-сирском обряде в Великий вторник читаются Быт. 37:23-36 (братья продают Иосифа в Египет), Нав. 22:30-33 (уходящие за Иордан колена Рувима, Гада и пол-колена Манассии благословляются Финеесом). Армянская церковь, подчёркивая особый траурный характер Великого вторника, как и двух обрамляющих его дней, не совершает литургии. В западно- и восточно-сирских обрядах в эти три дня служится литургия преждеосвященных даров.